# バッファード オキサイド エッチ液
バッファード・オキサイド・エッチ液（Buffered oxide etch，BOE）は、バッファードフッ酸またはBHF（Buffered Hydrogen Fluoride）とも呼ばれ、半導体微細加工に用いられる湿式エッチング液である。
主に二酸化ケイ素（SiO2)や窒化ケイ素（Si3N4）の薄膜をエッチングする際に使用される。

## 液の組成、特徴
一般的なバッファード・オキサイド・エッチ液（BHF液)は、16バッファードフッ酸と呼ばれ、フッ化水素酸（濃HF、濃度49%）とフッ化アンモニウム（NH4F、濃度40%）などの緩衝剤（バッファ剤）との体積比を 1:6 とした混合物である。エッチング対象の材料や膜質、希望するエッチングレートによって、混合比を変更した製品が多種存在する。
濃厚なフッ化水素酸だけでは、二酸化ケイ素のエッチングが速すぎてプロセス制御が難しく、またリソグラフィーパターニングに使用するフォトレジストも剥がしてしまう。BHF液は、より制御性の高いエッチングを行うために一般的に使用されるようになった。
この溶液は、25℃で毎秒約2ナノメートルの速度で、シリコン上に熱酸化成長したシリコン酸化物をエッチングする。本反応は拡散律速であるため、エッチング中に溶液を攪拌し続けると、エッチング成分が均質になり、表面からエッチングされた物質が除去され、より均一にエッチングされるようになる。
酸化物の中には BHF液に不溶な生成物を生成するものがある。そこで、これらの不溶物を溶解し、より高品質なエッチングを行うために、BHF液に塩酸（HCl）を添加することもある。